# Ave verum corpus

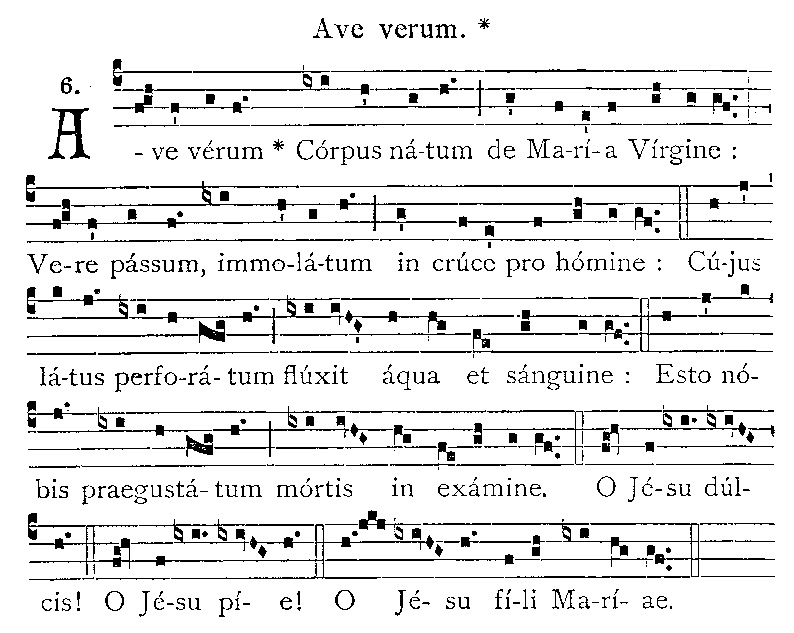
Ave verum corpus - latinsky

Ave verum corpus je krátká eucharistická píseň pocházející ze 14. století, připisovaná papežům Inocenci III., VI. a VI. Titul znamená „Buď pozdraveno tělo Kristovo“. Píseň je založena na básni z rukopisu kláštera v Reichenau u Bodamského jezera. Ve středověku byla zpívána při pozdvihování a požehnání.
Píseň vyjadřuje víru v reálnou přítomnost Ježíše ve svátosti eucharistie a jejich spasení skrze utrpení Krista a těch, kdo v něj věří. Současný text je jednou ze čtyř variant písní, které se dochovaly. Byl mnohokrát zhudebněn.

## Zhudebnění
Marc-Antoine Charpentier hymnus zhudebnil třikrát. 
Wolfgang Amadeus Mozart jej zhudebnil šest měsíců před svou smrtí a jeho zpracování náleží k nejslavnějším. Styl, výraz a atmosféra díla se odlišují od hudby, kterou Mozart až dosud komponoval ve službách salcburského arcibiskupa. Technická brilance a odkaz na temné pojetí starších mší jsou nahrazeny srozumitelným stylem sborového zpěvu, který respektuje hlasy i smyčce. Stručné a přesné fráze a struktura a přímočarost projevu dávají tomuto miniaturnímu dílu zvláštní hloubku a duchovní sílu.

## Originál
Ave, ave verum corpus

natum de Maria Virgine.

Vere passum immolatum

in cruce pro homine.

Cujus latus perforatum

unda fluxit et sanguine.

Esto nobis praegustatum

in mortis examine.

## Volný překlad
Buď pozdraveno skutečné tělo Kristovo

zrozené z Marie Panny.

Skutečně trpící a umučené

na kříži pro člověka.

Z jeho probodeného boku

vytryskla voda a krev.

Ať je nadějí

v hodině naší smrti.